# Mistrzostwa Europy w Saneczkarstwie 1928
2. Mistrzostwa Europy w saneczkarstwie 1928 odbyły się w niemieckim Schreiberhau (dzisiejszej Szklarskiej Porębie). Rozegrane zostały trzy  konkurencje: jedynki kobiet, jedynki mężczyzn oraz dwójki mężczyzn. W tabeli medalowej najlepsze były Niemcy.

## Wyniki

### Jedynki kobiet
| Medal | Zawodniczka     | Narodowość       | Czas | Strata |
| ----- | --------------- | ---------------- | ---- | ------ |
|       | Hilde Raupach   | Rzesza Niemiecka |      |        |
|       | Margarete Wolff | Rzesza Niemiecka |      |        |
|       | Else Hench      | Austria          |      |        |

### Jedynki mężczyzn
| Medal | Zawodnik        | Narodowość       | Czas | Strata |
| ----- | --------------- | ---------------- | ---- | ------ |
|       | Fritz Preissler | Czechosłowacja   |      |        |
|       | Rudolf Kauschka | Czechosłowacja   |      |        |
|       | Karl Wagner     | Rzesza Niemiecka |      |        |

### Dwójki mężczyzn
| Medal | Zawodnicy                    | Narodowość       | Czas | Strata |
| ----- | ---------------------------- | ---------------- | ---- | ------ |
|       | Herbert Elger/Wilhelm Adolf  | Rzesza Niemiecka |      |        |
|       | Richard Feist/Walter Feist   | Rzesza Niemiecka |      |        |
|       | Alfred Posselt/Fritz Posselt | Czechosłowacja   |      |        |

## Klasyfikacja medalowa
| Miejsce | Państwo          |   |   |   | Razem |
| ------- | ---------------- | - | - | - | ----- |
| 1.      | Rzesza Niemiecka | 2 | 2 | 1 | 5     |
| 2.      | Czechosłowacja   | 1 | 1 | 1 | 3     |
| 3.      | Austria          | 0 | 0 | 1 | 1     |